# Chapelle de Chanteins
La chapelle de Chateins ou ancienne église de Chateins, est une chapelle située dans le hameau et ancienne commune de Chanteins sur la commune de Villeneuve, dans le département de l'Ain, en France.

## Présentation
L'édifice religieux est d'abord connu sous le vocable de l'Assomption avant de prendre celui de Saint-Roch. Des grands travaux sont réalisés en 1810 puis en 1981.
L'aspect extérieur évoque son architecture romane initiale du XIe siècle. L'édifice lui-même est à nef unique débouchant sur une abside. Il est muni d'un seul clocher (à cloche unique) totalement reconstruit lors de la réfection de 1810.
La plupart du mobilier historique de la chapelle a été déplacé[Quand ?] dans l'église Sainte-Madeleine notamment un Christ en bois, un bénitier et des statues (Saint Roch et une Vierge à l'Enfant). Quelques éléments sont à la cure de Châtillon-sur-Chalaronne (notamment cinq statues en bois peint du XVIIe siècle).
En 2014, elle accueille traditionnellement une messe par an, le 15 août.